# Johann Jacob Volkmann
Johann Jacob Volkmann (Amburgo, 17 marzo 1732 – 21 luglio 1803) è stato uno scrittore tedesco.
Fu tra l'altro autore del libro Notizie storico-critiche dell'Italia (Historische-kritischen Nachrichten von Italien, 3 vol., Leipzig, 1770/71), una guida d'Italia all'epoca molto popolare nei paesi di lingua tedesca.